# Kazimierz Jakubiuk
Kazimierz Stanisław Jakubiuk (ur. 2 maja 1947 w Jabłoniu) – absolwent Wydziału Elektrycznego (dzisiejszy Wydział Elektrotechniki i Automatyki) Politechniki Gdańskiej, który ukończył z wyróżnieniem w roku 1972. 

## Życiorys
Absolwent Technikum Energetycznego w Lublinie i Politechniki Gdańskiej. Po ukończeniu studiów związał się zawodowo i naukowo z Politechniką Gdańską. W 1981 roku  na Wydziale Elektrycznym obronił doktorat, a w 1995 roku uzyskał habilitację. Tytuł profesora nauk technicznych uzyskał w 2001 roku.  
Przez dwie kadencje do roku 2012 był dziekanem Wydziału Elektrotechniki i Automatyki. Od 2012  roku pełni funkcję prorektora ds. rozwoju i jakości Politechniki Gdańskiej.
Jego zainteresowania naukowe dotyczą teorii elektrotechniki, teorii obwodów, a także fizyki wysokich gęstości energii, w ramach której przez wiele lat badał zjawisko eksplozji i implozji przewodów. 
Kazimierz Jakubiuk jest członkiem Komitetu Elektrotechniki PAN, zasiada w zarządzie oddziału Gdańskiego Polskiego Towarzystwa Elektrotechniki Teoretycznej i Stosowanej. Należy do Stowarzyszenia Elektryków Polskich.

## Odznaczenia
- Krzyż Kawalerski Orderu Odrodzenia Polski (2002)[4]
- Srebrny Krzyż Zasługi (1995)[5]